# 上原中学校 (ソウル)
上原中学校（サンウォンちゅうがっこう、韓国語:상원중학교）は、大韓民国ソウル特別市蘆原区上溪9洞にある中学校。

## 概要
1993年創立。校花は躑躅、校木は銀杏。特筆すべき活動として土曜日のCA(Class Activity)の日が挙げられる。